# Zac Pullam
Zac Pullam (* 7. September 2001 in Florida) ist ein US-amerikanischer Schauspieler, der durch für seine Rolle als Grant Wilson in der Fernsehserie Finding Carter bekannt wurde.

## Leben
Pullam begann sich bereits in der Schule für die Bühne zu interessieren. Er trat in mehreren Schulaufführungen und in einem lokalen Theater in Tallahassee auf. 2011 ging er zu einem öffentlichen Casting der Florida State University College of Motion Picture Arts, der Filmhochschule der Florida State University. Wenig später bekam er dort eine Hauptrolle in einem Kurzfilm; insgesamt wirkte er in 20 Filmen der Schule mit, darunter Cootie Contagion, The Hatchling und Lemonopolis.
Nach seinem Umzug im Januar 2013 nach Los Angeles, bekam er im Oktober desselben Jahres eine Hauptrolle in der MTV-Jugend-Dramaserie Finding Carter. Er spielte dort von 2014 bis 2015 die Rolle des Grant Wilson, dem jüngeren Bruder der titelgebenden Hauptfigur Carter Stevens (gespielt von Kathryn Prescott).

## Filmografie
- 2012: Cootie Contagion (Kurzfilm)
- 2012: The Hatchling (Kurzfilm)
- 2013: Lemonopolis (Kurzfilm)
- 2013: Listen
- 2014–2015: Finding Carter (Fernsehserie, 35 Episoden)